# Maxwell Shane
Pour les articles homonymes, voir Shane.
Maxwell Shane, né le 26 août 1905 et mort le 25 octobre 1983, est un réalisateur américain de cinéma et de télévision, également scénariste et producteur.

## Biographie
Avant de se lancer dans le cinéma, Maxwell Shane étudie à l'USC law school et UCLA law school. Il devient journaliste et publicitaire à Hollywood. Avec David Hillman (père du musicien Chris Hillman), il fonde l'agence de publicité Hillman-Shane à Los Angeles. Plus tard il devient scénariste, et ses premières œuvres sont des films à petit budget. Devenu réalisateur en 1947, il réalise des films noirs tels que Angoisse dans la nuit (en) (Fear in the Night) ou Les Frontières de la vie (The Glass Wall), primé au Festival international du film de Locarno. Ultérieurement, il est également producteur pour la télévision.

## Filmographie
Réalisateur, sauf mention contraire
- 1937 : Millionnaire à crédit (You're a Sweetheart) (scénariste)
- 1938 : Federal Man-Hunt (scénariste)
- 1940 : Golden Gloves (scénariste)
- 1940 : La Main de la momie (The Mummy's Hand) (scénariste)
- 1941 : Espions volants (Flying Blind) (scénariste)
- 1946 : Tokyo Rose (scénariste)
- 1946 : People Are Funny (scénariste)
- 1947 : Angoisse dans la nuit (en) (Fear in the Night)
- 1947 : L'Île aux serpents (Adventure Island)
- 1949 : Graine de faubourg (City across the River)
- 1952 : Wait Till the Sun Shines, Nellie (scénariste)
- 1953 : Les Frontières de la vie (The Glass Wall)
- 1955 : Le Roi du racket (en) (The Naked Street)
- 1955 : Les Îles de l'enfer (Hell's Island) (scénariste)
- 1956 : Nightmare
- 1960 : Thriller (série télévisée, producteur)

## Distinctions et récompenses
- 1953 : Les Frontières de la vie : prix du jury au Festival international du film de Locarno[2]